# Шарец, Марьян
Марьян Шарец (словен. Marjan Šarec; род. 2 декабря 1977, Любляна, Югославия) — словенский актёр, журналист, политический, государственный и военный деятель. Министр обороны Словении с 1 июня 2022 года. В прошлом — премьер-министр Словении (2018—2020).

## Биография
Шарец родился 2 декабря 1977 года в Любляне (Словения, Югославия).
В 2001 году окончил Академию театра, радио, кино и телевидения при Люблянском университете. 
Со следующего года активно работал на национальном телевидении RTV Slovenija. Выступал в комедийном амплуа и политической сатире на радиошоу «Радио Га-Га» и телевизионном шоу «Хри-бар» Сашо Хрибара. Изображал вымышленного персонажа Ивана Серпентиншика, ворчливого деревенского жителя из Верхней Крайны. Кроме этого, имитировал многих известных людей: бывшего словенского президента Янеза Дрновшека, Усаму бен Ладена, Фиделя Кастро, известного словенского политика Антона Ропа, словенских премьер-министров Янеза Яншу и Андрея Баюка. Работал как журналист и редактор.

## Политическая карьера
В 2010 году Шарец участвовал в местных выборах мэра (жупана) города Камник в центральной Словении. Ему удалось закончить вторым в 1-м туре и победить во 2-м туре. Он был членом левоцентристской партии «Позитивная Словения». В 2014 году он был переизбран мэром уже от собственного Списка Марьяна Шареца, получив 2/3 голосов в 1-м туре. Став выборным деятелем, Шарец ушёл из актёрской профессии и полностью отдал себя работе мэра.
В мае 2017 года Шарец объявил о своём участии в президентских выборах. При напоминании ему средствами массовой информации о его комедийном актёрском прошлом, он заявил, что рассматривает функции президента как серьёзные. Шарец критиковал президента Борута Пахора за то, что последний рассматривал свою позицию как «знаменитость». В октябре 2017 года в 1-м туре президентских выборов Шарец получил 25 % голосов и вышел во 2-й тур. Во 2-м туре получил 47 % голосов, уступив Боруту Пахору, который был переизбран на пост президента Словении.
17 августа 2018 года Шарец 55 голосами был избран премьер-министром Словении. Против него в парламенте проголосовал 31 депутат. 29 января 2020 года он подал в отставку из-за «невозможности проводить структурные реформы с текущим составом кабинета министров». Это привело к началу правительственного кризиса. Чтобы избежать досрочных парламентских выборов Словенская демократическая партия приступила к переговорам с бывшими коалиционными партнерами Шареца. Они завершились формированием нового парламентского большинства с партией «Новая Словения — Христианские демократы», Партией современного центра и Демократической партией пенсионеров Словении. 13 марта Государственное собрание Словении на внеочередной сессии утвердило состав нового правительства Янеза Янши.
После парламентских выборов 24 апреля 2022 года, в июне 2022 года Партия Аленки Братушек и Список Марьяна Шареца присоединились к победившему Движению «Свобода».
1 июня 2022 года назначен министром обороны Словении в коалиционном правительстве Роберта Голоба, сформированном по результатам парламентских выборов 24 апреля 2022 года. Временно исполнял обязанности главы Министерства сельского хозяйства, лесного хозяйства и продовольствия Словении после отстранения от должности Ирены Шинко 13 октября 2023 года до назначения 12 января 2024 года Матеи Чалушич.